# Der Prinzregent
Der Prinzregent ist eine von der BBC produzierte Fernsehserie, die ab 4. September 1979 erstmals in Großbritannien und ab 5. Mai 1982 zum ersten Mal in Deutschland gesendet wurde. Sie schildert das Leben des Prince of Wales und späteren Königs George IV. von seiner Volljährigkeit im Jahr 1784 über die Zeit seiner Regentschaft bis kurz nach dem Beginn seiner Herrschaft als König im Jahr 1821. Die Serie besticht durch ihre Authentizität und Faktentreue sowie durch ihre geschliffenen Dialoge, Wortwitz und hervorragende schauspielerische Leistungen. Die Drehbücher zu den einzelnen Folgen verfassten Ian Curteis (Episode 5), Reg Gadney (Episode 6, 7 und 8), Michael Hayes (Episode 4), Nemone Lethbridge (Episode 2) und Robert Muller (Episode 1 und 3).

## Episodenführer

### 1. Verrückt vor Liebe(Mad for Love)(1784–1785)
London im Jahr 1784: George, Prince of Wales, ist ein gutaussehender, aber auch eitler Draufgänger, Lebemann und Playboy und mit seinen 21 Jahren gerade volljährig geworden. Aufgrund seines extravaganten Lebenswandels ist der Prinz hochverschuldet – sehr zum Missfallen seines Vaters, König George III., der sich ganz im Gegensatz zum Thronfolger volkstümlich als „Bauer George“ inszeniert und ein betont harmonisches Familienleben mit seiner Frau, Queen Charlotte, und den gemeinsamen 13 Kindern (zwei weitere waren bereits im Kleinkindalter gestorben) führt. Dazu kommt, dass der Prince of Wales eng mit dem prominenten, radikalliberalen Whig-Politiker Charles James Fox befreundet ist, den sein Vater als „König der Spieler und Fürst der Rebellen“ verachtet. Fox und der Prinz machen im Gegenzug George III. für den Verlust der Nordamerikanischen Kolonien verantwortlich, während der König die wachsende Macht des Parlaments beargwöhnt.
Zu dieser Zeit vergnügt sich der Prince of Wales gerade mit der um vier Jahre älteren Schauspielerin und Dichterin Mary Robinson, die er „Perdita“ nennt – in Anlehnung an eine Figur in Shakespeares "Wintermärchen" – und lässt seine Residenz Carlton House um Unsummen durch den Architekten Henry Holland umbauen. Diese Verschwendung missbilligend, schlägt der König dem Prinzen daraufhin seinen Wunsch nach Abschließung seiner militärischen Ausbildung in Hannover ab und schickt stattdessen seinen Zweitgeborenen Sohn Frederick, den Duke of York, dorthin.
Bei einem Ball in Carlton House entflammt der Prince of Wales für die um sechs Jahre ältere, zweimal geschiedene, wohlhabende katholische Bürgerliche Maria Fitzherbert. Diese lehnt zunächst seine Einladungen zu einem intimen Abendessen fünfmal ab, lädt ihn dann aber zu ihrer nächsten Abendgesellschaft ein, bei der er ihr seine Liebe bekennt. Fitzherberts Tugend verbietet ihr jedoch, seine Mätresse zu werden, woraufhin George beschließt, sie zu heiraten. Sein Freund Fox rät ihm dringend davon ab, da erstens eine Katholikin als Frau des Prince of Wales im protestantischen England undenkbar ist, zweitens jede Ehe, die der Prinz vor seinem 25. Geburtstag ohne Zustimmung seines Vaters eingeht, für ungültig erklärt werden würde und drittens er sein Recht auf die Thronfolge verwirken würde.
Den Wunsch des enttäuschten Prinzen, ein zurückgezogenes Leben im Ausland zu führen, um bei dieser Gelegenheit auch gleich seinen Schuldenberg abzubauen, weist George III. brüsk zurück, da Frankreich einen offenen Bruch zwischen dem König und dem Prince of Wales ausnützen könnte. Stattdessen ermahnt er seinen Sohn, sein „lasterhaftes und extravagantes Leben“ aufzugeben und danach zu streben, die Zuneigung des Volkes zurückzuerlangen, „denn wenn sie verloren ist, kann sie nicht wieder zurückgewonnen werden.“
Maria Fitzherbert hat inzwischen beschlossen, England zu verlassen, um die schwierige Situation zu beenden, wird aber auf dem Weg nach Dover vom Stallmeister des Prinzen, Lt. Colonel Lake, der befürchtet, dass sich George etwas antun könnte, gerade noch ein- und nach London zurückgeholt. Nun willigt Maria endlich in die Ehe mit George ein, aber die Hochzeit muss in aller Heimlichkeit und in Anwesenheit nur weniger Zeugen (darunter auch ein gewisser Orlando Bridgeman) im Red Rice House stattfinden. Der Prinz unterrichtet nicht einmal seinen engen Freund Fox darüber. Ein anglikanischer Reverend namens Robert Burt, der gerade aus dem Gefängnis entlassen worden war, vollzieht die verbotene Trauung im Gegenzug für einen Bischofssitz.
Bei der Fahrt nach der Hochzeit bricht beim Dorf Hammersmith ein Rad der Kutsche, aber George beruhigt Maria: „Selbst in Hammersmith, süßeste aller Frauen, wird es irgendwo ein Gasthaus geben, dass ungeduldige Liebende willkommen heißt. Und denke immer daran: Sogar bis ans Ende Deiner Tage wirst Du, nein musst Du Dich daran als an die glücklichste, die süßeste Nacht Deines Lebens erinnern.“

### 2. Vertraue keinem Prinzen(Put Not Your Trust in Princes)(1787–1789)
In London verbreiten sich Gerüchte über die geheime Eheschließung des Prince of Wales mit der katholischen Maria Fitzherbert bis ins Unterhaus, wo Fox – der in der Tat vom Prinzen nach wie vor über die Heirat belogen wird – entsprechende Vorwürfe des Abgeordneten John Rolle zurückweist.
Mittlerweile belaufen sich die Schulden des Prinzen, wie ihm der König mitteilt, laut dem Schatzmeister des königlichen Haushalts, Lt. Col. Hatham auf 269.878 Pfund, 6 Shillinge und siebeneinhalb Pence. Um dem König seinen Willen zu sparen zu demonstrieren, beschließt George, mit Maria in ein kleines Bauernhaus in Brighton zu ziehen.
In Brighton gibt sich der verliebte George volksnah und bescheiden, langweilt sich aber auch bald – besonders, nachdem ihn drei Monate später nicht nur Hatham besucht, der ihm berichtet, dass der König ihm nun aufgrund eines kleinen Schuldenabbaus wohlgesonnener ist, sondern auch Sheridan mit zwei weiteren Freunden, die ihm von den Lustbarkeiten Londons erzählen. George beschließt daraufhin gegen den Willen Marias, nach London zurückzukehren – vor allem, um beim König die Tilgung seiner Schulden und eine Erhöhung seiner Apanage zu erbitten.
In London versuchen Fox und Sheridan vergeblich, den Prinzen dazu zu bewegen, noch ein paar Monate in Brighton zu bleiben, da sie darauf hoffen, dass er dann Marias überdrüssig werde und sich von ihr trennt. George begibt sich stattdessen nach Windsor Castle, wo bei einer Shakespeare-Rezitation durch die Schauspielerin Mrs. Siddons erstmals Anzeichen der Geisteskrankheit des Königs vor versammelter Gesellschaft bemerkbar werden.
Der Prince of Wales bittet den unabhängigen Unterhaus-Abgeordneten Nathaniel Newham, im Parlament eine Erhöhung seiner Bezüge zu beantragen. Als Fox bei der betreffenden Unterhaussitzung wieder von John Rolle gefragt wird, ob es eine Eheschließung zwischen dem Prinzen und Mrs. Fitzherbert gegeben habe, weist der dieses „Gerücht“ erneut entrüstet zurück. Nachdem Maria den Bericht über die Rede von Fox gelesen hat, fühlt sie sich verraten und gedemütigt – ihrer Ansicht nach hat George seinen Freund Fox bewusst irregeleitet, und das für zusätzliche 10.000 Pfund im Jahr und die Begleichung seiner Schulden. Sie verlässt ihn daraufhin.
Unterdessen wird Fox von Orlando Bridgeman, der Zeuge der Trauung zwischen George und Maria war, darauf hingewiesen, dass er über die Heirat falsch informiert sei. Fox ist erschüttert und enttäuscht über den Vertrauensbruch durch den Prince of Wales, und weil dadurch seine politische Karriere vorerst beendet ist, geht er ins Exil nach Italien – zumindest bis sich die Lage wieder zu seinen Gunsten ändert.
In der Zwischenzeit trösten Lady Frances Jersey und Opiumtinktur George über die Trennung von Maria hinweg. Da unterrichtet ihn Lake, dass seine Frau nach wie vor ein gern gesehener Gast bei gesellschaftlichen Anlässen ist, die respektable Gesellschaft also anscheinend die Ehe akzeptiert. Hoffnung schöpfend, trifft er sie auf Vorschlag Lakes am Rand einer Soirée der Herzogin von Gordon und es kommt zur Versöhnung – aber wenngleich ihm Maria ihn ihrer Liebe versichert, gesteht sie ihm gleichzeitig, ihm nun nicht mehr zu trauen.
George ist überglücklich, dass Maria zu ihm zurückgekommen ist, gibt aber seine Liaison mit Lady Jersey deswegen nicht auf. Als er gemeinsam mit seinem aus Hannover zurückgekehrten Bruder Frederick den König in Windsor aufsucht, fällt beiden dessen verwirrter geistiger Zustand auf – George III. faselt von einer nicht existenten Überschwemmung Londons –, bevor sie von ihrer Mutter, Queen Charlotte, eiligst hinauskomplimentiert werden. George III. wird kurz darauf auf Empfehlung von Premierminister Pitt und im Auftrag der Königin von den „Spezialisten“ Reverend Francis Willis und dessen Sohn, Dr. John Willis, mit zum Teil brutalen Methoden behandelt. Dabei bedingen sich die beiden aus, dass nur sie den König behandeln und ihre Methoden zu keinem Zeitpunkt angezweifelt werden dürfen, sowie dass der König während der gesamten Behandlung keine Besuche – auch nicht von der königlichen Familie – empfangen darf.
In der Unsicherheit über den Gesundheitszustand des Königs schlägt Sheridan dem Prinzen vor, einen Antrag auf Regentschaft im Parlament einzubringen, damit Staat und Regierung handlungsfähig bleiben. George berät sich bald darauf mit dem eiligst aus Italien zurückgekehrten Charles Fox, der vorschlägt, Pitt durch den Abgeordneten Portland als Premierminister zu ersetzen, durch den Fox meint, das Kabinett kontrollieren zu können. Pitt akzeptiert im anschließenden Gespräch mit dem Prinzen die Notwendigkeit, ihm die Regentschaft zu übertragen – allerdings mit der Einschränkung, dass dieser niemanden selbständig erheben, niemandem die Peerswürde verleihen und keine Auszeichnungen vergeben kann. Damit ist für George die Entscheidung zugunsten des Plans von Fox gefallen.
Als der Prinz gemeinsam mit Fox und Sheridan auf das Abstimmungsergebnis im Oberhaus wartet, trifft eine Botschaft aus Windsor ein: Dem König geht es besser! George ist am Boden zerstört: „Ich will wirklich nicht, dass mein Vater krank ist, aber...!“

### 3. Die Braut des Prinzen(The Bride from Brunswick)(1793–1795)
England steht im Krieg mit dem revolutionären Frankreich, und die Finanzen des Prince of Wales sind nach wie vor zerrüttet – genauso wie seine noch immer geheime Ehe mit Maria Fitzherbert. Daher signalisiert er seinem Vater nun seine Bereitschaft, sich standesgemäß zu vermählen – vor allem, damit seine Schulden beglichen werden. Der erfreute George III. wählt als Braut seine Nichte Caroline von Braunschweig aus und schickt Harris, Lord von Malmesbury, nach Deutschland, um die Prinzessin in Augenschein zu nehmen und gegebenenfalls nach England zu bringen. Während Lady Jersey – nach wie vor die Mätresse des Prinzen – die Brautwahl des Königs zunächst gutheißt, lehnt sie Queen Charlotte aufgrund des schlechten Rufs Carolines ab. Als George seine Frau aufsucht, um sich von ihr nicht nur ihr stilles Einverständnis für seine geplante offizielle Ehe zu holen, sondern sie außerdem noch fragt, ob sie ihn auch danach noch für intime Treffen empfangen würde, wirft ihn Maria Fitzherbert wütend aus dem Haus.
Am derb-rustikalen Braunschweiger Hof eingetroffen, erkennt Malmesbury, den Caroline der Einfachheit halber nur Harris oder „Lord Marmelade“ nennt sehr bald, dass sich das Benehmen der Prinzessin einer künftigen Königin von England nicht geziemt und wird in dieser Ansicht von der Mätresse des Herzogs Karl Wilhelm Ferdinand, Madame de Hertzfeld, bestätigt. Dennoch beschreibt er sie in einem Brief an den Prince of Wales diplomatisch wohlwollend. Caroline selbst zweifelt ebenfalls, ob sie sich am Londoner Hof wohl fühlen wird – sie befürchtet Neid und Missgunst, kann mit den von Malmesbury empfohlenen Verhaltensregeln wenig anfangen und ist nicht gerade erfreut darüber, dass Lady Jersey seit vielen Jahren die Mätresse ihres künftigen Gemahls ist. Missmutig macht sie sich dennoch mit Malmesbury auf den Weg nach England.
In Greenwich angekommen wird Caroline jedoch nicht vom Prince of Wales begrüßt, der sich außerstande sieht, sie zu empfangen, sondern ausgerechnet von einer impertinent auftretenden Lady Jersey, die es erreicht hat, dass sie George zur Ersten Kammerfrau der künftigen Princess of Wales ernannt hat.
Die erste Begegnung zwischen den Brautleuten verläuft denkbar schlecht: Caroline ist von der Leibesfülle ihres künftigen Gemahls und dem ihr gegenüber unhöflichen Verhalten der gesamten königlichen Familie entsetzt, während George die Braunschweiger Prinzessin einfach nur hässlich findet und sofort nach Brandy verlangt. An Maria schreibt er, dass er in ihr immer seine wahre Ehefrau sehen wird. Die Trauung im St. James’s Palace bringt der Prince of Wales nur nach 12 Gläsern Maraschino-Likör über sich und die Hochzeitsnacht verbringt er im Vollrausch vor dem Kamingitter.

### 4. Ärger mit Frauen(The Trouble with Women)(1795–1797)
Die Hochzeit des Prince of Wales mit Caroline wird groß gefeiert, und die frischgebackene Princess of Wales genießt den Jubel des Volkes. Getrübt wird ihre Freude einzig durch ihren ständig betrunkenen Gemahl und dessen arrogante Mätresse, Lady Jersey. Maria Fitzherbert hingegen zieht sich für einige Zeit aufs Land zurück, nachdem ihr Frederick, der Duke of York, über die wahren Gefühle des Prinzen für seine Frau berichtet hat.
George III. ist sehr angetan von seiner Schwiegertochter, und als ihm Premierminister Pitt berichtet, dass das Parlament die Erhöhung der Apanage des Prince of Wales auf 125.000 Pfund – beinahe eine Verdoppelung – bewilligt hat, wovon jährlich 30.000 Pfund zur Tilgung von dessen Schulden in Höhe von 620.000 Pfund abgezweigt werden sollen, findet er diesen Plan „fabelhaft“, garantiert dies doch die weitere Abhängigkeit des Prinzen vom König und der Regierung.
Fox rät George indes, sich mit seiner beim Volk populären Frau anzufreunden, und so entschuldigt er sich ihr gegenüber für sein früheres Benehmen und die beiden bemühen sich, einen Erben zu zeugen.
Der Duke of York besucht Maria am Land und informiert sie darüber, dass sie für ihre Diskretion vom König eine jährliche Pension von 3.000 Pfund erhält – sie aber ist verbittert und pocht auf ihren Rechten als Frau des Prinzen. Frederick beruhigt sie, indem er ihr versichert, dass die Londoner Gesellschaft ungeduldig ihre Rückkehr erwartet.
Als Caroline wieder einmal Lady Jersey beleidigt und ihr gegenüber stolz andeutet, dass sie schwanger sei, macht sich die Mätresse Hoffnungen, beim Prinzen bald wieder in höherer Gunst zu stehen. Sie berichtet George von den beleidigenden Äußerungen Carolines über sie selbst wie auch den Prinzen und übergibt ihm zum Beweis einen Brief Carolines an Madame Hertzfeld in Braunschweig, den sie abgefangen hat. Daraufhin lässt George seine Frau bis zur Geburt des Kindes in ihren Gemächern einsperren und kontrollieren und beendet die kurz versuchte Freundschaft zu ihr.
Nach der Geburt der Tochter Charlotte Augusta fordert der König weitere Kinder – und vor allem einen Sohn, wofür dem Prince of Wales weitere Gelder zur Tilgung seiner Schulden vom Parlament bewilligt werden sollen. George ist verzweifelt und fühlt sich an die „stinkende deutsche Kuh“ verkauft. Lady Jersey hofft auf eine Wiedererlangung der Liebe des Prinzen, aber George denkt nach wie vor nur an seine heimliche Ehefrau Maria. Er setzt ein Testament auf, in dem er all seinen Besitz an Mrs. Fitzherbert vermacht, seiner „sogenannten Ehefrau“ Caroline aber nur einen Shilling vererbt. Die Erziehung seiner Tochter soll demgemäß seinen Eltern und seinen Schwestern anvertraut werden – Caroline soll nichts damit zu tun haben.
Der Prinz will sich formell von Caroline trennen, aber der politisch geschwächte Fox rät ihm davon aus politischen Gründen ab – die Öffentlichkeit würde das missbilligen. Daraufhin verspricht Lady Jersey George, sich bei Premierminister Pitt für seinen Wunsch einzusetzen. Dieser schlägt daraufhin getrennte Haushalte vor, und der König willigt schließlich in diesen Kompromiss ein.
George organisiert in Blackheath ein Haus für seine Gemahlin – in der Nähe des Royal Naval College, wie er betont, um an Carolines Interesse für junge Männer in schmucken Uniformen zu appellieren. Caroline akzeptiert, beharrt aber auf ihrer Stellung als Princess of Wales und den damit verbundenen Rechten und fordert überdies die Entlassung von Lady Jersey als Erster Kammerfrau – was diese erfreut akzeptiert. George deutet darüber hinaus in einem Brief an Caroline an, dass sie privat durchaus ihren intimen Bedürfnissen nachkommen könne.
Zu Maria schickt George nun Col. Lake mit einem Liebesgeschenk in der Hoffnung, seine frühere Liebesbeziehung zu ihr wiederaufnehmen zu können, aber sie lehnt dies ab. Daraufhin entschließt sich der Prince of Wales gegen alle Vernunft dazu, sich öffentlich zu seiner Ehe zu Mrs. Fitzherbert zu bekennen. Vom Duke of York darum gebeten, ihn von dieser wahnwitzigen Idee abzubringen, willigt Maria schließlich in ein Treffen in Anwesenheit eines ihr vertrauten Freundes ein, und auf die herzzerreißenden Bitten des Prinzen hin erklärt sie sich bereit, zu ihm zurückzukehren – vorausgesetzt, dass Rom bzw. die katholische Kirche ihre von einem anglikanischen Priester vollzogene Heirat als gültig anerkennt.

### 5. Vater und Sohn(Father and Son)(1801–1806)
George III. erleidet erstmals nach 13 Jahren wieder einen Rückfall seiner Geisteskrankheit. Mit dem Einverständnis von Queen Charlotte und des Duke of York und gegen den Einspruch des königlichen Leibarztes Dr. Gisbourne übernehmen wieder Vater und Sohn Willis die Behandlung des Königs. William, Duke of Clarence, berichtet vom Rückfall seinem älteren Bruder George, der auf eine neue Initiative für einen Antrag auf seine Regentschaft hofft. Aber weder kann der designierte Premierminister Addington dahingehend aktiv werden, da seine Ernennung durch den kranken König noch aussteht, noch der scheidende, William Pitt. Währenddessen kontrollieren Vater und Sohn Willis den König und durch ihn die Regierung, indem sie einerseits dem Monarchen mit barbarischen Behandlungsmethoden drohen und ihn auf der anderen Seite bestimmte Dokumente nicht unterzeichnen lassen, da diese „ihn zu sehr aufregen würden“.
Als es dem König etwas besser geht, rät der Duke of York dazu, einen öffentlichen Empfang für ihn zu geben – nicht zuletzt, um den Prince of Wales als Regenten zu verhindern, denn Frederick liebt seinen Bruder George zwar, hält ihn aber nicht für fähig, zu regieren. Der Prinz ist darüber natürlich außer sich vor Wut. Nachdem aber Queen Charlotte und Frederick – wie auch die ganze versammelte Gesellschaft – schon zwei Stunden auf den König gewartet haben und plötzlich Dr. John Willis die Königin über einen erneuten Rückfall ihres Gemahls informiert, weshalb er doch nicht am Empfang teilnehmen könne, besteht die Queen darauf, mit ihren Söhnen Frederick und William zu ihm zu gehen. Erschüttert über den Zustand des in eine Zwangsjacke gesteckten Monarchen entlässt der Duke of York Vater und Sohn Willis auf der Stelle.
Bald nach der Genesung des Königs kommt es bei einem Spaziergang zu einer oberflächlichen Versöhnung zwischen ihm und dem Prince of Wales, wobei George III. nicht nur das Ende von dessen Beziehung zu Mrs. Fitzherbert fordert, sondern auch, dass sein Sohn die Princess of Wales öfters besucht, was der Prinz beides widerwillig zusagt.
Unterdessen warnt George Canning, der Geliebte von Prinzessin Caroline, diese davor, weiter indiskrete Gerüchte über ihren Gemahl, den Prince of Wales, in Umlauf zu setzen, da dies ihre Position schwächen und ihrem Mann Gründe für eine legale Trennung liefern könnte, womit sie nicht nur von George geschieden werden, sondern auch die geliebte gemeinsame Tochter Charlotte verlieren würde.
Als Queen Charlotte und Premierminister Addington erneut die Behandlung des Königs durch die beiden Willis anordnen, da sie einen Rückfall befürchten, weigert sich George III. kurzerhand, Dokumente zu unterzeichnen. Die Streikdrohung wirkt – der König ist bald wieder frei, und George erneut aller Hoffnung auf die Regentschaft beraubt.
Bei einem Abendessen wartet George mit seinen Freunden auf das Ergebnis einer Militärdebatte in Westminster. Als aber Fox und Sheridan hereinkommen, bringen sie nicht die von George erhoffte Nachricht, dass er in den Kriegsrat berufen wird. Während Frederick als Oberbefehlshaber bestätigt wurde, Clarence Admiral wird und seine anderen beiden Brüder Kent und Cumberland zu Generälen ernannt wurden, bekommt der Prince of Wales wieder kein Oberkommando. George ist außer sich, lässt seine Wut auch an Maria aus und wendet sich der sanften Lady Hertford zu, die ihn mit der Aussicht auf „andere Wege, um zum militärischen Oberbefehl zu gelangen“, tröstet. Um freie Hand für seine Liaison mit Lady Hertford zu haben, bietet George Maria bald darauf eine Jahresrente und ein Haus in Weymouth an – sie akzeptiert die Jahresrente, nicht aber das Haus, und verspricht George, ihn „nicht mehr durch ihre Gegenwart zu stören“.
Während sich Caroline mit einer großen Kinderschar, die sie nach Blackheath zur Unterhaltung ihrer Tochter Charlotte geholt hat, und mit George Canning vergnügt, erscheint unangemeldet der König, der seine Schwiegertochter nach wie vor liebt. Als Caroline ihm mitteilt, einen kleinen Buben namens Willy Austin adoptieren zu wollen, bemerkt die ebenfalls anwesende Lady Douglas leise zu Canning: „Wir alle wissen, warum – oder nicht?“ Der König hat diese Bemerkung allerdings gehört und stellt Lady Douglas harsch zur Rede. Nach ihrer ausweichenden Antwort – sie habe nur gesagt, Willy Austin sei so ein hübsches Kind, er habe so ein feines Gesicht und sehe sogar aus wie die Princess of Wales – geht der König zu dem Kleinen und betrachtet ihn näher, kommt dabei aber zu dem Schluss, dass Willy nicht der Sohn Carolines ist und widerspricht wenig später auch von seinem Sohn William, dem Duke of Clarence, erwähnten diesbezüglichen Gerüchten. Den eigentlichen Grund für Williams Besuch – noch einmal um ein militärisches Kommando für den Prince of Wales zu bitten – lehnt der König endgültig ab. Daraufhin veröffentlicht George die in dieser Angelegenheit vom König an ihn geschriebenen privaten Briefe in einer Zeitung, was beim Monarchen nicht nur einen Wutausbruch, sondern auch einen Rückfall seiner Krankheit verursacht und ihn obendrein erblinden lässt.
Als Lady Douglas das Gerücht, Willy Austin sei Carolines eigener, mit einem „Bediensteten“ gezeugter Sohn, im „London Chronicle“ veröffentlicht, wittert George erneut eine Chance, seine verhasste Frau loszuwerden. Über Vermittlung seines Bruders William erhält er von Lady Douglas eine schriftliche Aussage, wonach ihr Caroline im Herbst 1801 gesagt hätte, sie wäre im vierten Monat schwanger und ihr im darauffolgenden Februar den einmonatigen Säugling Willy Austin gezeigt habe, dessen Vater sie nicht wüsste.
Als William diese Aussage seinem kranken Vater, dem König, vorliest, ist dieser zutiefst erschüttert und beauftragt Premierminister Grenville mit der Bildung einer Untersuchungskommission unter seinem Vorsitz, der auch Lordkanzler Erskine und Lordoberrichter Edinburgh angehören sollen.

### 6. God Save the King(God Save the King)(1806–1811)
Die Untersuchungskommission zum Verhalten der Princess of Wales nimmt ihre Arbeit auf und befragt als erste Zeugin Lady Douglas, nach deren Bericht die Prinzessin intime Beziehungen zu Marineoffizier Sir Sidney Smith, George Canning, dem Bediensteten Mr. Cole und vielen anderen unterhalten hat und nach dem der kleine Willy Austin ihr Sohn ist.
Während Caroline ihre Liaison mit Canning weiterführt, stellt Premierminister Grenville als Ergebnis der Untersuchung fest, dass die Prinzessin „keinen schlechten Charakter“ hat, sondern lediglich „von großzügiger Natur“ ist und „unzählige Verstöße gegen das, was man ‚gute Manieren’ nennen könnte“ begangen hat, und dass Willy Austin außerdem nicht ihr Sohn sei. Alles in allem liegen somit keine ausreichenden Belege vor, die eine Empfehlung an das Parlament für eine Auflösung ihrer Ehe mit dem Prince of Wales rechtfertigen würden. George III. akzeptiert, dass die Prinzessin „des Leichtsinns und der Lasterhaftigkeit“ schuldig ist und untersagt ihr daher jeglichen Kontakt mit der königlichen Familie.
George indes empört sich gegenüber seiner Vertrauten, Lady Hertford, und seinen Brüdern Frederick und William, „dass diese diskrete Untersuchung der größte, der monumentalste und der am besten gelungene diabolische Akt der Heuchelei ist, der jemals von der englischen Rechtsprechung abgesegnet worden ist in der Geschichte dieses Landes“ und sieht sich selbst als „das Opfer ihrer sexuellen Wanderlust“. Aber, so George weiter, obwohl er selbst, Gott und die Welt das wisse, werde niemand die Wahrheit sagen, „weil sie beim Volk beliebt ist.“ Lady Isabelle Hertford, zu der George eine zärtliche Freundschaft pflegt und welche auch die offizielle Vormundschaft für Maria Fitzherberts Mündel Minny Seymour innehat, appelliert an seine Intelligenz, Einsicht, Großmut und Fantasie. George geht in sich und wendet sich in der Folge auch seinem alten und mittlerweile todkranken Freund Charles Fox zu, der ihm den gleichen Seelenfrieden wünscht, dem er selbst auch zuweilen begegnet sei.
Um ihre Reputation wiederherzustellen, holt sich Caroline Rat bei dem aufstrebenden Politiker Spencer Perceval, der ihr empfiehlt, sich unter den Schutz des Königs zu stellen und sich mit ihm zu versöhnen, um in der Öffentlichkeit alle Zweifel an ihrer Unschuld auszuräumen. Gegen den Widerstand Georges und der Königin gewährt der König seiner Schwiegertochter die erbetene Audienz und sie erscheint beim Geburtstagsempfang von George III., wo sich wieder Symptome von dessen Geisteskrankheit zeigen und bei Georges jüngster Schwester Amelie Anzeichen von Tuberkulose.
Aufgrund des Todes von Prinzessin Amelia verschlechtert sich der Gesundheitszustand des Königs weiter und er gleitet immer mehr in den Wahnsinn ab. Premierminister Perceval unterrichtet Königin Charlotte davon, dass die Ärzte dem König nicht mehr helfen können und dass er sich angesichts der napoleonischen Gefahr vom Kontinent gezwungen sieht, das Regentschaftsgesetz im Parlament zur Abstimmung vorzuschlagen. Die Queen sichert ihm ihre Unterstützung dabei zu, und George ist endlich am Ziel seiner Wünsche. In einer „berauschenden und überschwänglichen Zeremonie“ tritt der Prince of Wales am 5. Februar 1811 sein Amt als Regent an.

### 7. Milch und Honig(Milk and Honey)(1811–1817)
Prinzessin Charlotte Augusta, die Tochter des Prince und der Princess of Wales, ist verliebt. Der Auserwählte ist der charmante, schneidige junge Husar Charles Hesse. Während ihr Vater Hesse für einen Weiberhelden und Schuft hält und Charlotte Augusta deswegen den Umgang mit ihm verbietet, ist ihre Mutter Caroline von dem jungen Schönling sehr angetan und beginnt bald selbst eine Affäre mit ihm.
Queen Charlotte beklagt gegenüber dem Prinzen das leichtlebige Betragen seiner Tochter und drängt George, sie an einen standesgemäßen Mann zu verheiraten. George beginnt nun, die Erziehung Charlotte Augustas in geordnete Bahnen zu lenken. So ersetzt er die bisherigen unfähigen Gouvernanten der Prinzessin, Lady de Clifford und Ms. Udney, durch Miss Cornelia Knight und die Gesangslehrerin Charlottes, Ms. Lindley, welche – genau wie die Prinzessin – stottert.
Der durch seine Maßlosigkeit im Essen und Trinken an Gicht leidende Prince of Wales bittet seine Vertraute, Lady Hertford um Rat, wie er seine verhasste Frau loswerden könne, und diese empfiehlt ihm den gerissenen Lordkanzler und Kohlefabrikanten Lord John Eldon, den George hierauf ersucht, dafür zu sorgen, dass Caroline England verlässt. Eldon stößt zunächst jedoch auf den Widerstand des Premierministers, Lord Liverpool und von Carolines Berater Henry Brougham.
Unterdessen wählt George Prinz Wilhelm von Oranien als künftigen Gemahl für seine Tochter Charlotte aus, aber bereits bei der ersten Begegnung der beiden anlässlich der Geburtstagsfeier Georges am 12. August 1813 verliert Charlotte jegliches Interesse an dem kichernden und unkultivierten jungen Mann. Stattdessen verliebt sie sich in den ebenfalls anwesenden Prinzen Leopold von Sachsen-Coburg-Saalfeld, dem sie auch bald schreibt, sich mit ihm trifft und ihm bei dieser Gelegenheit ihre Lieblingshaustiere, ein Schildkröten-Pärchen mit den Namen „Milk“ und „Honey“ zeigt. Charlotte und Leopold gestehen einander ihre „unendliche Liebe“. Charlotte bittet selbst ihren alten Großvater, den König, um seine Unterstützung, und dieser verspricht, den langweiligen Wilhelm „abzuservieren“. Charlotte löst zum Ärger ihres Vaters die Verlobung mit Wilhelm, aber nach kurzem Widerstand gibt ihr auch George seinen Segen für die geplante Verbindung mit Leopold.
Die Princess of Wales verlässt schließlich aufgrund der Repressalien, die Lord Eldon gegen sie in Gang gesetzt hat, mit ihrem jungen Liebhaber Hesse unter dem Decknamen „Gräfin von Wolfenbüttel“ England in Richtung Italien, und George ist im siebenten Himmel, als er der königlichen Familie nicht nur die bevorstehende Vermählung seiner geliebten Charlotte-Augusta mit Prinz Leopold, sondern auch die Ankunft Carolines in Italien verkünden kann. Und als in London die Hochzeit der Tochter gefeiert wird, vergnügt sich zur gleichen Zeit ihre Mutter in der Villa d’Este am Comer See mit dem italienischen Baron Bartolomeo Pergami und dem Bediensteten Teodoro Majochhi, während Hesse sie angewidert verlässt.
Prinzessin Charlotte-Augusta wird bald schwanger, und der greise George III. sagt ihr die Geburt eines Jungen voraus. Anfang November 1817 erreicht den Prince of Wales bei einer Jagdgesellschaft die verzweifelte Nachricht von Prinz Leopold, dass die Geburt höchst schwierig sei und er um das Leben seiner geliebten Frau fürchte. George eilt voller Angst nach London zurück, aber Leopold kann ihm nur noch tränenerfüllt mitteilen, dass Charlotte einen toten Jungen zur Welt gebracht hat und wenig später selbst im Kindbett gestorben ist.

### 8. Niederlage und Sieg(Defeat and Victory)(1820–1821)
Am 17. November 1818 stirbt Queen Charlotte, und am 29. Jänner 1820 George III.
Der Prince of Wales, nunmehr König George IV., empfängt Premierminister Lord Liverpool und Lordkanzler Eldon und präsentiert den beiden skandalöse Berichte der englischen Botschafter aus ganz Europa über das zügellose Benehmen seiner Frau Caroline. George will unbedingt endlich die Scheidung, wofür die Königin aber vor Gericht gestellt werden müsste – wogegen Liverpool und Eldon ihre Beliebtheit beim Volk ins Treffen führen. Sie beschließen daher, Carolines Berater Brougham einzuschalten – er soll die Königin dazu bewegen, gegen eine Erhöhung ihrer jährlichen Apanage auf 50.000 Pfund sowohl auf eine Rückkehr ins Vereinigte Königreich als auch auf ihre königlichen Rechte zu verzichten, was die Königin – im Vertrauen auf die Liebe des englischen Volkes – ablehnt. Stattdessen ernennt sie ihren Berater Brougham – dem Caroline persönlich zuwider ist – zu ihrem Ersten Kronanwalt und kehrt unter seinem Schutz und unter dem Jubel der Bevölkerung nach England zurück. Der beim Volk unbeliebte George IV. lässt Carolines Namen daraufhin aus der Liturgie der Church of England streichen, was Proteste in der Bevölkerung auslöst.
Um dem Wunsch des Königs nach einer Scheidung zu entsprechen, schlägt Lord Liverpool aus politischen Gründen vor, einen Prozess zu vermeiden und stattdessen eine Debatte über das Verhalten der Königin im Oberhaus zu veranstalten, die zu einer Gesetzesvorlage über die Aberkennung ihrer Rechte führen soll. Dabei sollen aber nur Ausländer wie Pergami als Liebhaber Carolines beschuldigt bzw. ausländische Zeugen zu deren Ehebruch aussagen.
Die Verhandlung im Oberhaus beginnt am 17. August 1820 unter dem Vorsitz von Lordkanzler Eldon. Sir Robert Gifford vertritt den Staat und wirft der Königin wiederholten Ehebruch mit Pergami in Mailand, Neapel und auf dem in Jaffa ausgelaufenen Boot „Polacca“ vor. Den als Zeuge auftretenden Teodoro Majocchi entlarvt der Verteidiger Carolines Brougham jedoch aufgrund seiner ständig wiederholten Antwort „Non mi ricordo“ – „ich kann mich nicht erinnern“ – als unglaubwürdig und von den Gegnern der Königin bezahlt, ebenso den Zeugen Pietro Cucchi. In seiner Verteidigung stellt Brougham Caroline als von allen verlassene, einsame und hilfsbedürftige Frau dar und betont, dass es keinerlei Beweise für wiederholten Ehebruch gebe.
Lord Liverpool warnt den König davor, angesichts der Popularität seiner Frau beim einfachen Volk wie auch der respektablen Mittelschicht, dass er bei einer nur knappen Mehrheitsentscheidung im Oberhaus die Gesetzesvorlage nicht an das Unterhaus weiterleiten würde, da er sonst eine Niederlage, seinen dadurch herbeigeführten Rücktritt und eine Whig-Regierung voraussieht. Im Oberhaus wird denn auch das Gesetz zur Aberkennung des Königinnen-Titels für Caroline und zur Auflösung der Ehe mit dem König abgelehnt.
Caroline triumphiert, während George resigniert sogar als König zugunsten seines jüngeren Bruders Frederick, des Duke of York, auf den Thron verzichten und sich alleine nach Hannover zurückziehen will. Von seiner Vertrauten, Lady Hertford, kann George aber schließlich dazu bewogen werden, eine Abdankung noch einmal zu überdenken.
Und so hält George IV. vor einer festlichen Abendgesellschaft am Hof eine zuversichtliche Tischrede und erinnert sich selbst an eine wichtige Charaktereigenschaft seines Volkes: „Die Engländer sind immer dann am besten gewesen, wenn sie der Niederlage ins elende Angesicht sehen mussten. Wieso? Weil wir nur dann die Chance bekommen, den größten Sieg zu erringen. Diese Nation wird immer dann auf der Höhe sein, wenn ihr Kopf in den Fängen der Niederlage steckt. Und sie hat jetzt erkannt, dass ich geschlagen bin. Sie erwartet daher meinen Sieg. Und ich werde einen Sieg erringen: meine Krönung!“ Mit den Worten „Amüsiert Euch gut!“ verlässt er die Tischgesellschaft, um schlafen zu gehen.
Ein Erzähler spricht die letzten Worte: „George IV. wurde am 19. Juli 1821 gekrönt. Caroline tauchte uneingeladen bei der Krönung in Westminster Hall auf. Aber der Zeremonienmeister hatte das Recht, Gäste zurückzuweisen. Man sagte ihr also, sie solle wieder gehen – und sie ging. George IV. starb am 26. Juni 1830. Sein Bruder William trat die Erbfolge an, später seine Nichte Victoria – und alles änderte sich.“

## Auszeichnungen und Rezeption
Bei der BAFTA-Preisverleihung 1979 war die Serie in den Kategorien Ausstattung (Barry Newbury, Barrie Dobbins), Kostüme (Raymond Hughes) und Fernsehkamera (Rodney Taylor) nominiert und erhielt den Preis für das beste Make Up (Toni Chapman).
Die hochwertige Reihe rund um Liebe und Thronfolge steht ganz in der Tradition des Klassikers „Ich, Claudius, Kaiser und Gott“. Anspruchsvolles und gleichzeitig unterhaltsames Qualitätsfernsehen, wie es heute kaum mehr produziert wird. (DVD-Covertext)

## Die Musik
Die für großes Orchester angelegte und mit einigen virtuosen Bläsersoli aufwartende Musik zur Fernsehserie „Der Prinzregent“ stammt von dem bekannten US-amerikanischen, in London lebenden Komponisten Carl Davis und wurde vom Royal Philharmonic Orchestra eingespielt. Eine mit „The Prince Regent-Suite“ betitelte Fassung davon erschien, vom Scottish Chamber Orchestra neu aufgenommen, bei EMI 1988 auf CD, deren vier Stücke hier vorgestellt seien:
Das Eröffnungsthema, eines der besten musikalischen Motive von Davis, untermalt die Feuerwerksszenen des Vorspanns der einzelnen Episoden mit dem aus Flammen nachgebildeten Porträt des Prinzen sowie seines Royal Pavilions in Brighton und illustriert besonders die gutmütige Jovialität des Protagonisten der Serie.
„Bride from Brunswick“ ist ein Ländler und zugleich eine sehr subtile Charakterzeichnung der ordinären, unfeinen, nicht allzu anziehenden, dafür ständig essenden und allzeit die Abscheu des Prince of Wales erregenden Prinzessin Caroline, in dem sie sehr passend vom Fagott verkörpert wird.
„Melancholy Serenade“ taucht als Thema immer dann auf, wenn der Prinz wieder einmal einen Schicksalsschlag zu verkraften hat – was aufgrund seiner Intrigen und Extravaganzen sehr oft der Fall ist. Ein traurig-melancholisch klingendes Cello wird hier vom Pizzicato der Streicher begleitet und nimmt beinahe den Charakter einer – wenn auch etwas tollpatschig getanzten – Gavotte an.
„Chains of Duty“ porträtiert die zunehmende Last der Verantwortung und die Unfähigkeit des Prinzen, damit fertig zu werden. Es handelt sich dabei um eine Orchesterfassung der g-moll Chaconne von Georg Friedrich Händel (HWV 486), was wiederum sehr passend ist, da König George III. von Händels Musik geradezu besessen war. (Übersetzung aus dem englischsprachigen Beiheft zur CD).
Neben der von Davis eigens für die Serie komponierten Musik tauchen in fast allen Folgen auch immer wieder zeitgenössische Musikstücke aus dem 18. Jahrhundert auf, wie z. B. Ausschnitte aus Händels Wassermusik oder die berühmte Sinfonia "Arrival of the Queen of Sheba" aus dessen Oper Solomon, das als eines der Lieblingsstücke von George III. von diesem bei jeder sich bietenden Gelegenheit auf dem Cembalo zum Besten gegeben wird. Im Gegensatz zu seinem Vater, der die Musik des viele Jahre zuvor verstorbenen Händel liebt, bevorzugt der Prince of Wales jene seines Zeitgenossen Joseph Haydn, wodurch auch der Gegensatz zwischen der schwindenden Welt des 18. Jahrhunderts von George III. und jener des heraufdräuenden frühen 19. Jahrhunderts seines Sohnes zum Ausdruck kommt.
Dementsprechend sitzt der Prince of Wales in Episode 3 selbst am Cello und spielt gemeinsam mit dem gerade in London weilenden Joseph Haydn am Hammerklavier sowie einem Geiger den Schluss des mit "Allegro" betitelten letzten Satzes aus Haydns Trio Nr. 32 in A-Dur, Hob. XV:18. In Episode 6 begleitet er seine Tochter Charlotte am Hammerklavier bei dem Haydn-Lied "My mother bids me bind my hair". Und in Episode 7 dirigiert George als frischgebackener Prinzregent ein kleines kammermusikalisches Ensemble, bestehend aus einem Streichquartett und einer Traversflöte, das den Schluss des mit "Finale: Allegro di molto" überschriebenen letzten Satzes aus Haydns Symphonie Nr. 94 "Surprise" musiziert.
Als musikalischer Berater für die Serie fungierte der 2014 verstorbene Cembalist, Dirigent und Spezialist für historische Aufführungspraxis, Christopher Hogwood.

## DVD-Edition
Am 17. Oktober 2016 wurde eine englischsprachige DVD-Edition auf 2 DVDs, am 15. Juni 2018 eine deutschsprachige Ausgabe der Serie auf 3 DVDs veröffentlicht.